# Syngamia biblisalis
Syngamia biblisalis là một loài bướm đêm trong họ Crambidae.